# Canoe Point
Canoe Point ist eine Landspitze und Halbinsel im australischen Bundesstaat Victoria. Die Landspitze trennt das Corner Inlet von einer unbenannten Bucht.
Canoe Point ist etwa 210 Meter lang und bis zu 30 Meter breit. Sie liegt im Port Franklin - Port Welshpool Coastal Reserve.